# Beinwil (Soletta)
Beinwil (toponimo tedesco) è un comune svizzero di 265 abitanti del Canton Soletta, nel distretto di Thierstein. Il territorio comunale ospita l'antica Abbazia di Beinwil, fondata nell'XI secolo, che oggi ospita due comunità monastiche, una femminile e una maschile, di religione ortodossa.